# Karl Pabst (Politiker)

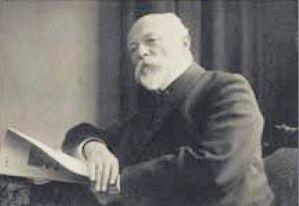
Karl Pabst (um 1900)

Karl Pabst (* 23. Juli 1835 in Weimar; † 21. Dezember 1910 ebenda) war ein deutscher liberaler Kommunalpolitiker. Er war Oberbürgermeister der Stadt Weimar.

## Leben
Während seines Studiums wurde Pabst 1853 Mitglied der Burschenschaft Teutonia Jena.
Pabst war zusammen mit Louis Döllstädt (1843–1912) von der Gründung des Deutschen Reichs 1871 bis zu seinem Tode der führende Mann in der Stadtverwaltung Weimars. Pabst trat 1871 in die Verwaltung seiner Heimatstadt und wurde im Februar 1873 in den Gemeinderat, im Januar 1876 zu dessen Vorsitzendem und zum Bürgermeister gewählt. 1888 erhielt er den Titel „Oberbürgermeister“ und wurde 1899 auf Lebzeiten in seinem Amt bestätigt. Ab 1897 war er auch Vorsitzender des Thüringischen Städteverbandes.
In seiner Amtszeit als Bürgermeister bekam Weimar eine Wasserversorgung und Kanalisation. Begünstigt durch sein Engagement hatte Weimar im Umwelt- und Gesundheitsbereich eine Vorreiterrolle in der Region inne. „Pabst, der über mehrere Jahre stellvertretender Vorsitzender des Internationalen Vereins gegen die Verunreinigung der Flüsse, des Bodens und der Luft war, zeigte sich besonders aufgeschlossen für Fragen der Stadthygiene, insbesondere im Bereich der Entwässerung und Entsorgung“.
In seiner Amtszeit wurden darüber hinaus Schulgebäude, Straßen gepflastert und eine „Abfuhranstalt“ für Müll eingerichtet. Weimar erhielt unter seiner Führung elektrisches Licht und eine Straßenbahn. Diese Modernisierungen waren unter anderem wichtige Voraussetzungen, damit Weimar als aufstrebende Fremdenverkehrsstadt den wachsenden Strom an Touristen aufnehmen konnte.
Pabst war Ehrenmitglied zahlreicher Vereine, so seit 1904 der „Gesellschaft für Naturwissenschaft, Völker- und Altertumskunde“. Seit 1875 war er mit der 16 Jahre jüngeren Maria geb. von Boetticher, Tochter des Kunsthistorikers Friedrich von Boetticher verheiratet und damit Schwager des Arztes und Genealogen Walter von Boetticher.
Pabst wurde auf dem Weimarer Hauptfriedhof beigesetzt. Sein Nachlass befindet sich seit 2008 im Weimarer Stadtarchiv.
In der Weimarer Nordvorstadt gibt es seit 1890 die Pabststraße.

## Ehrung
Nach ihm ist die Pabststraße in Weimar benannt.